# Jour de la serviette
Le jour de la serviette (en anglais : Towel Day) est une célébration annuelle rendant hommage tous les 25 mai à l'écrivain britannique Douglas Adams. Les participants sont invités à emporter avec eux une serviette de bain pendant la journée. La célébration débute en 2001 après le décès de Douglas Adams le 11 mai 2001. La serviette est une référence à l'œuvre principale de l'auteur, Le Guide du voyageur galactique (The Hitchhiker's Guide to the Galaxy).
Le jour de la serviette coïncide avec le Geek Pride Day.

## Origine

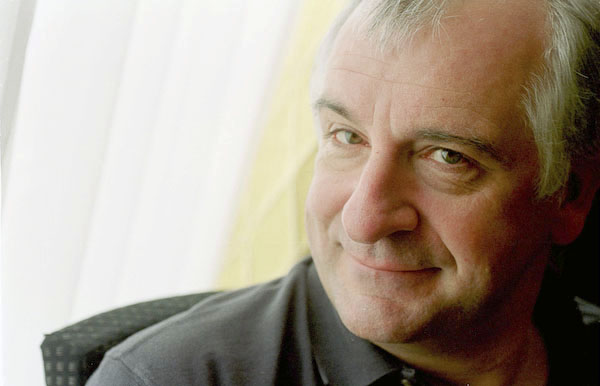
La célébration est un hommage à l'écrivain Douglas Adams.

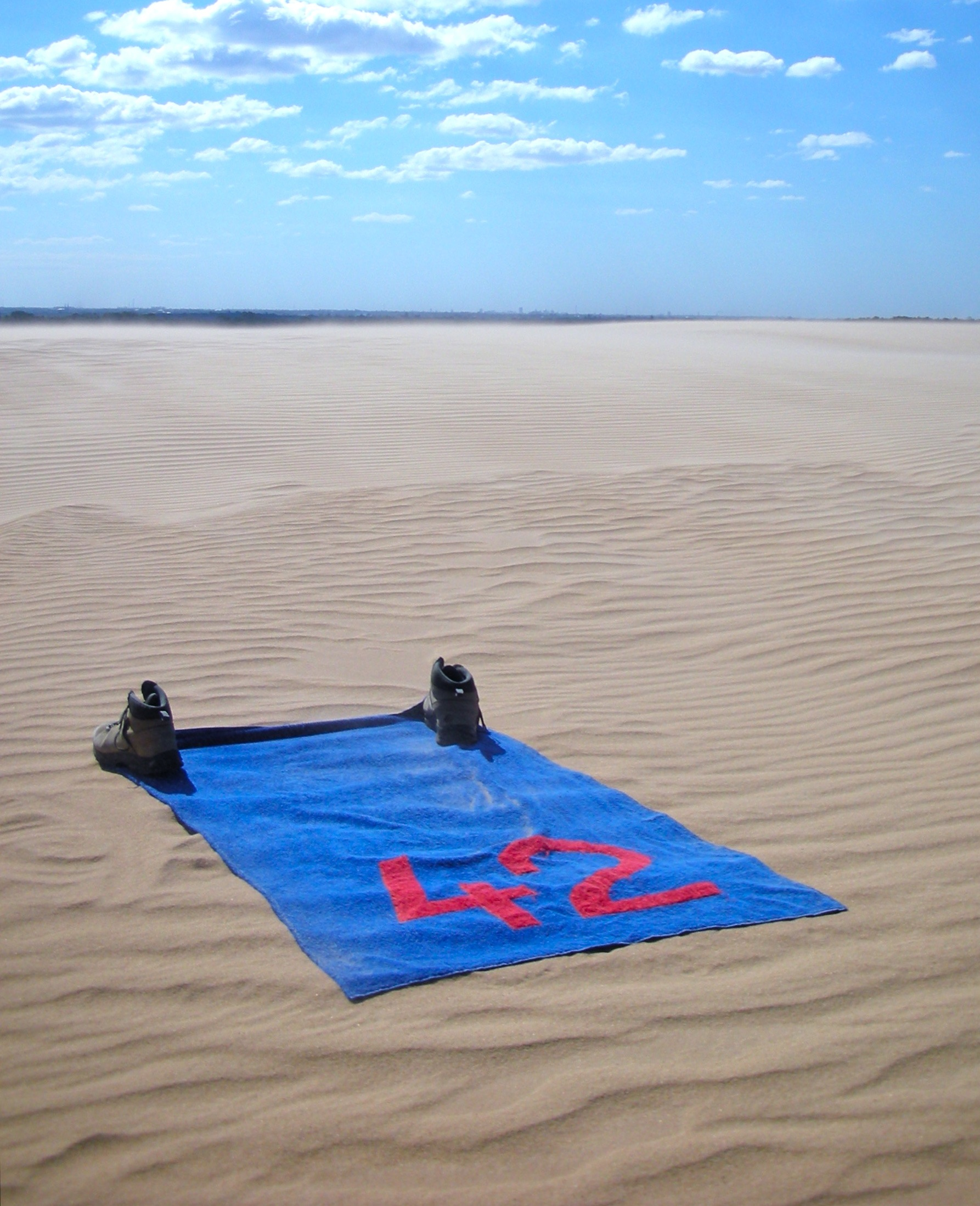
Serviette portant le nombre 42, autre référence au Guide du voyageur galactique.

L'article à l'origine de la célébration est posté sur le forum de discussion Binary Freedom[réf. souhaitée].
Chris Campbell et des amis créent alors le site towelday.org et la vague s'étend à de nombreux pays. La fête est un succès chez les fans de l'auteur et nombreux parmi eux mettent en ligne ce jour-là une photo les représentant avec leurs serviettes.
La serviette est un élément central dans l'œuvre de Douglas Adams. Elle est décrite comme l'outil indispensable que tout auto-stoppeur galactique doit avoir en permanence sur lui.

## En France
Des fans de Douglas Adams ont pris l'habitude de se réunir pour célébrer le jour de la serviette. L'association Le Grand Ordre de la Serviette (GOS), qui a pour but de célébrer l'humour de l'auteur britannique, organise des évènements à Paris, dont les Olympiades de la serviette.
En 2009, les fans ont reconstitué à la gare du Nord le moment de la révélation à la Grande Question sur la vie, l'univers et le reste, dont la réponse est 42, attirant l'attention de la chaîne Cap 24.